# Conseil des plaines d'Adélaïde
Le Conseil des plaines d'Adélaïde (Adelaide Plains Council), anciennement nommé District de Mallala (District of Mallala), est une zone d'administration locale située au bord du golfe Saint-Vincent, au nord d'Adélaïde en Australie-Méridionale en Australie. 
Son économie repose sur l'agriculture (culture maraîchère pour approvisionner Adélaïde et élevage).

## Localités
- Two Wells
- Mallala
- Dublin
- Barabba
- Port Gawler
- Redbanks
- Wild Horse Plains
- Port Parham